# Озерний Марко Остапович
Марко Остапович Озерний (22 травня (3 червня) 1890, Мишурин Ріг, Верхньодніпровський повіт, Катеринославська губернія — 27 грудня 1957, Мишурин Ріг, Верхньодніпровський район, Дніпропетровська область) — колгоспник-стахановець, Герой Соціалістичної Праці (19.03.1947). У 1949 році встановив світовий рекорд по урожайності кукурудзи — 223,8 ц/га. Депутат Верховної Ради УРСР 2-4-го скликань.

## Біографія
Народився в селянській родині в старовинному козацькому селі Мишурин Ріг, де й прожив усе життя.
З 1925 року в лабораторії по селекції кукурудзи в Дніпропетровській області під керівництвом Бориса Павловича Соколова проводились досвіди з метою підвищення врожайності. Перші гібриди, «Первенець» та «Успіх», були отримані в 1932 році. В середині 1930-х років технологія почала впроваджуватись в окремих господарствах, серед яких був і колгосп «Червоний партизан», в якому працював з 1936 року ланковим Марко Озерний.
Ланка Озерного стабільно отримувала високі врожаї зерна кукурудзи: 108,3 ц/га в 1937, 120 ц/га в 1939 та 1940 роках.
Під час німецько-радянської війни перебував разом з колгоспом в евакуації в Сталінградській області РРФСР. У 1944 році повернувся у рідне село.
За допомогою міжсортової гібридизації, Озерний вивів сорт кукурудзи «Партизанка» та підвищив врожайність: 136 ц/га в 1946, 150 ц/га в 1947, і, нарешті, 223,8 ц/га (на площі 2 га) та по 175 ц/га (на площі 8 га) в 1949. Останній показник було визнано світовим рекордом урожайності того часу.
Член ВКП(б) з 1940 року. Марко Остапович Озерний обирався депутатом Верховної ради України 2-4-го скликань.

## Нагороди
Лауреат Сталінською премією (1946); Герой Соціалістичної Праці (19.03.1947); нагороджений двома орденами Леніна (1939, 1947), медалями, великою срібною медаллю ВСГВ.